# دائرة بطيوة
دائرة بطيوة دائرة من دوائر ولاية وهران وعاصمتها بطيوة. وتضم بلديات بطيوة و مرسى الحجاج و عين البية.